# Yang Lin
Yang Lin (杨林S, Yáng LínP; Dalian, 14 marzo 1981) è un allenatore di calcio ed ex calciatore cinese, di ruolo attaccante, tecnico dello Shanghai Jiading Huilong.